# Бицюра Леонід Олексійович
Леонід Олексійович Бицюра (нар. 7 січня 1977, Тернопіль, Українська РСР) — український економіст, юрист, громадський діяч, кандидат економічних наук (2020). Депутат Тернопільських міської (від 2006), обласної (від 2009) рад. Член Союзу юристів України (2006). Член Національної спілки журналістів України (2010). Голова асоціації кінокомісій України (2019—2020).

## Життєпис
Леонід Бицюра народився 7 січня 1977 року у місті Тернополі.

### Освіта
Закінчив інститут банківського бізнесу Тернопільської академії народного господарства (1998, нині Західноукраїнський національний університет, спеціяльність — фінанси і кредит), Академію адвокатури України (2007, м. Київ, спеціяльність — правознавство), Тернопільський національний економічний університет (2015, маґістр, спеціяльності — державна служба/світова та європейська інтеграція), Тернопільський національний педагогічний університет імені Володимира Гнатюка (2018, маґістр, спеціальність — екологія), Тернопільський національний медичний університет імені І. Я. Горбачевського (2021, маґістр, спеціяльність — громадське здоров'я).
Пройшов стажування у муніципальному управлінні в Бельгії (2007, European Competence ltd, Telenor), США (2013, програма Open World Program), Німеччині (2010—2015, програма Інституту Роберта Шумана), Польщі, Словаччині, Грузії, Угорщині, Азербайджані.
Вільно володіє англійською мовою.

### Робота
Працював головним спеціалістом організаційного відділу Тернопільської районної державної адміністрації (1999), економістом приватного підприємства (2000—2001), головним спеціалістом Тернопільського районного відділу Пенсійного фонду України (2001), головним ревізором-інспектором фінансового управління Тернопільської РДА (2001—2002), маркетологом, економістом (2002—2003), юристом (2003—2006) приватного підприємства.
Від жовтня 2006 — заступник міського голови — керуючий справами виконавчого комітету Тернопільської міської ради. Від грудня 2010 — заступник міського голови Тернополя.
Від квітня 2014 до серпня 2015 — заступник голови Тернопільської ОДА.
Від листопада 2015 до жовтня 2020 — заступник міського голови Тернополя з питань діяльності виконавчих органів ради.
Нині в Західноукраїнському національному університеті: молодший науковий співробітник (від 2020), старший викладач та в.о. завідувача (від 2022) кафедри екології та охорони здоров'я.

### Політична діяльність

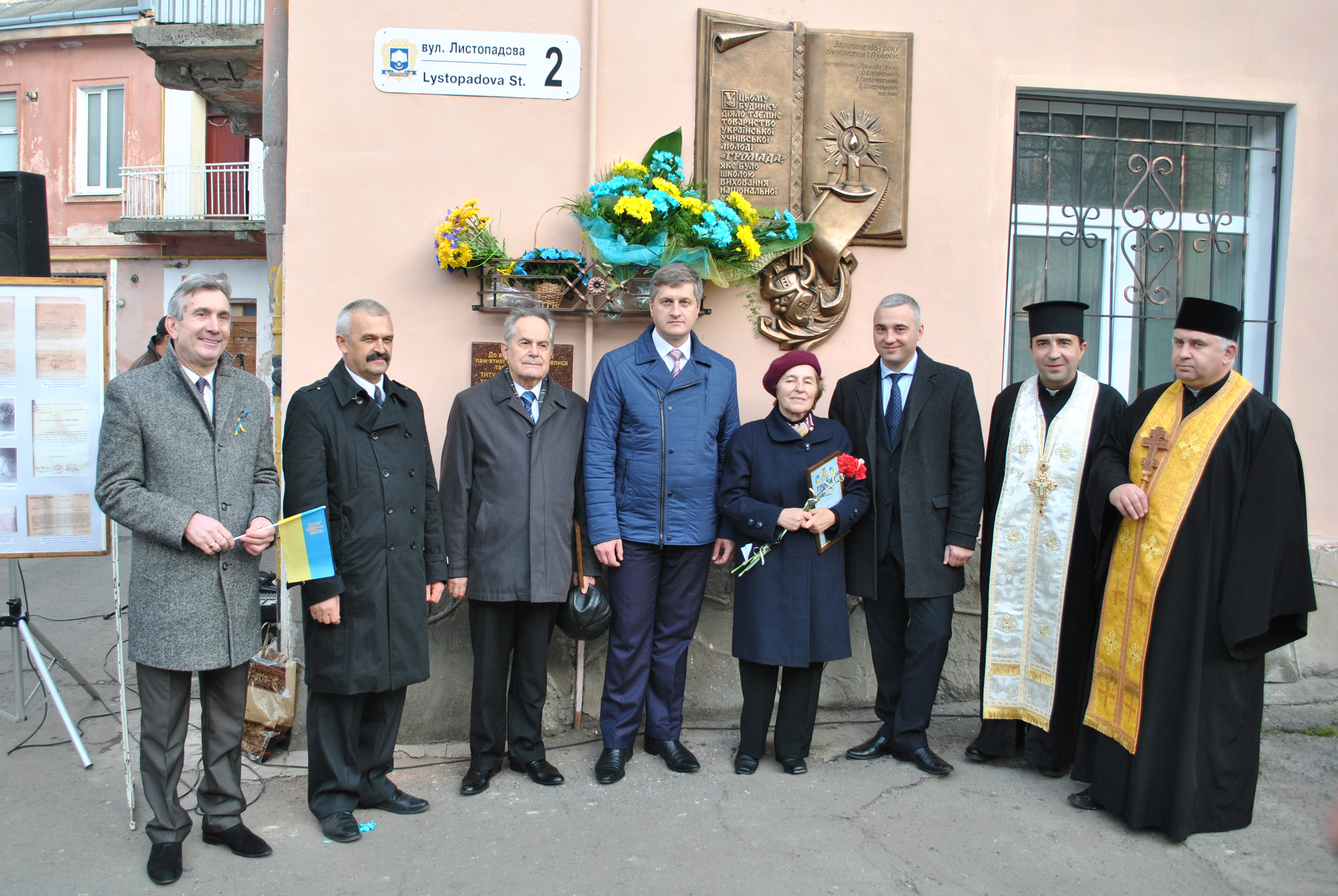
На відкритті першої в Україні меморіальної дошки членам товариства «Громада» (третій справа)

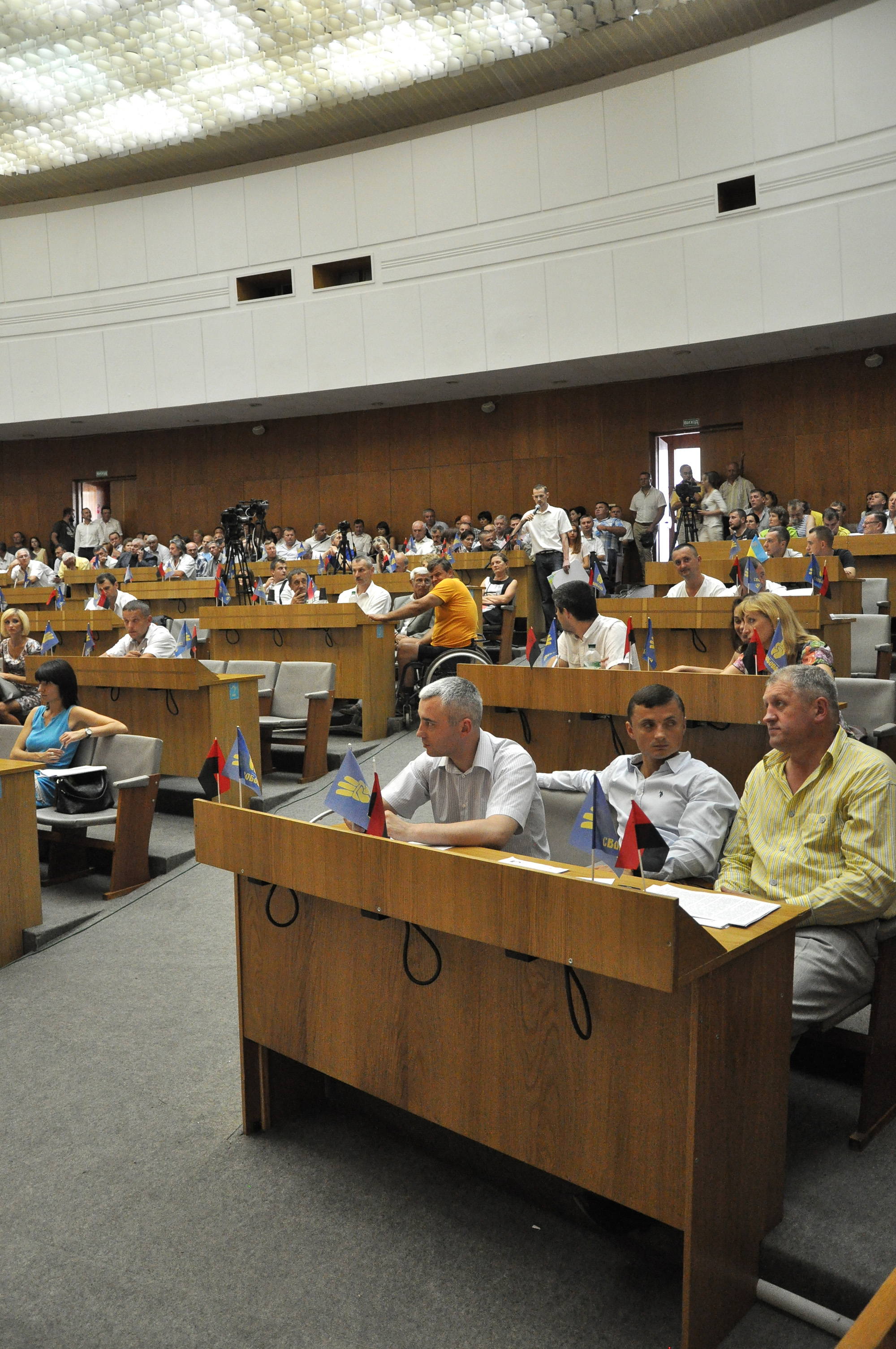
Перший ряд зліва, на сесії Тернопільської обласної ради

Позапартійний. До 2020 член партії «Всеукраїнське об'єднання „Свобода“», заступник голови Тернопільської обласної організації
У 2006 році обраний депутатом Тернопільської міської ради V скликання; голова постійної комісії Тернопільської міської ради з питань дотримання законодавства та взаємодії з правоохоронними органами.
Від 2009 — депутат Тернопільської обласної ради; голова постійної комісії з питань законності та правової політики, здійснення демократичного цивільного контролю над Воєнною організацією і правоохоронними органами держави.

### Громадська діяльність
Від 2002 року — заступник голови правління Тернопільської громадської організації «Правнича спілка»; 2003 — заступник голови Молодіжної адміністрації з питань економіки при Тернопільській ОДА.
Від 2015 року — голова Тернопільського осередку Союзу юристів України.
Заступник співголови редакційної колегії 3-томного енциклопедичного видання «Тернопільщина. Історія міст і сіл».
Спікер Школи мерів (з 2017), тренер Асоціації міст України (з 2007). Учасник Мережі екологічних менторів громад від Школи лідерів громад (2021).
Член Української кіноакадемії (2017), International Water Association/Міжнародна водна Асоціація. Голова Асоціації кінокомісій України (2019—2021).
Ініціатор та розробник проєктів дослідження та очищення Тернопільського ставу.

### Родина
Одружений, виховує двох дітей.

## Доробок
Автор 10 наукових праць, статей на правові та суспільні теми в тернопільських ЗМІ, зокрема, в газетах «Вільне життя плюс», «Свобода».
- «Віра і воля» (2017, співавтор).[11]

## Скандали
У 2004 році був одним з учасників створення Тернопільської обласної коаліції «Молодь обирає Януковича» та підписантом листа в підтримку кандидата в Президенти України Віктора Януковича як заступник голови ТОГО «Молодіжна адміністрація».
У вересні 2020 за місяць до місцевих виборів, будучи діючим членом парії ВО Свобода та заступником міського голови Тернополя несподівано висунув свою кандидатуру на посаду мера Тернополя від ВО Батьківщина. Вибори програв.

## Відзнаки, нагороди
- Орден Союзу юристів України «За заслуги» 3-го ступеня (2008).
- «Людина року» (2013, Тернопільщина).[15]
- Почесна відзнака Національної спілки журналістів України (2014).[16]
- Відзнака «За відданість справі» від Всеукраїнського форуму «Формула успіху правової держави очима дітей» (2014)[17]
- Пам'ятний знак «За сприяння Військово-Морським Силам України» (2015)[18].
- «Почесний громадянин Батумі» (2016) — перший тернополянин, який удостоївся такого звання.[19][20]